# Segle XXI
El Segle XXI es un equipo de baloncesto que compite en Liga Femenina 2, así como un centro formativo promovido desde la Federación Catalana de Baloncesto, que depende económicamente de la Federación Española de Baloncesto y del Consell Català de l'Esport, y que tiene por objetivo fomentar el baloncesto femenino entre los jóvenes talentos.

## Historia
En 1985, a iniciativa de la Federación Española de Baloncesto, dentro del Plan ADO de 1992, se creó la Operación Segle XXI con el objetivo de encontrar nuevos talentos, con el referente previo de las Operaciones Altura de los años 1970, tanto en hombres como en mujeres, de cara a los Juegos Olímpicos de Barcelona 1992 y que categoría femenina se inicia con un grupo de siete jugadoras dirigidas por Francesc de Puig en Manresa, entre ellas Elisabeth Cebrián, Marina Ferragut, Mar Xantal o Carlota Castrejana.
La temporada 1988-89 con la participación de la Federación Catalana de Baloncesto, el proyecto Segle XXI se desplaza a la Residencia Blume, en Esplugas de Llobregat a las órdenes de Ramón Jordana, quien permaneció a cargo del proyecto durante 24 años. En la actualidad la estructura del proyecto consta de un equipo que disputa la Liga Femenina 2, y de un equipo cadete, que juega en la liga Junior Preferente catalana.

## Jugadoras destacadas
A lo largo de toda su historia han pasado más de 200 jugadoras por el proyecto, muchas de las cuales ha sido internacionales en categorías inferiores. De entre ellas, las siguientes han conseguido igualmente ser internacionales absolutas con España:
- Yoanna Aramberri
- Belén Arrojo
- Georgina Bahí
- Laura Camps
- Queralt Casas
- Maite Cazorla
- Elisabeth Cebrián
- Marta Fernández
- Marina Ferragut
- Sandra Gallego
- Laura Gil
- Vega Gimeno
- Paula Ginzo
- Noemí Jordana
- Cindy Lima
- Lidia Mirchandani
- Laura Nicholls
- Lucila Pascua
- María Pina
- Ingrid Pons
- Paula Seguí
- Alba Torrens
- Andrea Vilaró
- Mar Xantal